# Красноперекопск (станция)
Красноперекопск (укр. Красноперекопськ) — железнодорожная станция в Крыму, расположенная на линии Херсон - Керчь. Названа по одноимённому городу.

## История
Станция открыта как Разъезд 59 километр в 1935 году. В 1931 году недалеко от станции работала геолого-разведывательная экспедиция, по результатам которой было принято решение о строительстве Перекопского бромного завода. Рядом со станцией вырос посёлок (с 1966 года город), в 1936 году получивший название Красно-Перекопск (с 1978 года название пишется слитно).
Станция переименовывалась дважды (вместе с городом, выросшим рядом с ней).

## Маршруты пригородного сообщения
- Армянск — Джанкой.
- Армянск — Феодосия.